# Аполлинарий (Панин)
Иеромона́х Аполлина́рий (в миру Ива́н Евге́ньевич Па́нин; род. 27 февраля 1979, Москва) — священник Русской православной церкви (иеромонах), ректор Перервинской духовной семинарии (с 2020), заместитель председателя Учебного комитета Русской православной церкви (с 2021).

## Биография
В 2001 году окончил Военную академию Ракетных войск стратегического назначения им. Петра Великого, в 2006 году — Всероссийский заочный финансово-экономический институт. В 2011 году окончил Николо-Перервинскую духовную семинарию.
5 августа 2012 года в Покровском академическом храме Московской духовной академии её ректором архиепископом Верейским Евгением (Решетниковым) рукоположен во иеродиакона.
7 мая 2013 года в Новодевичьем женском монастыре в Москве патриархом Московским и всея Руси Кириллом рукоположен во иеромонаха.
3 июня 2013 года в Московской духовной академии защитил магистерскую диссертацию «Община верующих при Иверской часовне в 1917—1922 гг.».
В 2013 году — помощник проректора по воспитательной работе Московской духовной академии. С 2013 по 2020 год — преподаватель Николо-Перервинской духовной семинарии по предметам История Русской Православной Церкви, История поместных Православных Церквей.
В 2016 году окончил Московскую духовную академию со степенью кандидата богословия, защитив 28 июня 2016 года диссертацию «Иверская часовня у Воскресенских ворот Китай-города».
С 2016 года — ответственный секретарь Комиссии по распределению выпускников духовных учебных заведений Учебного комитета Русской Православной Церкви.
17 июля 2020 года решением Священного синода РПЦ назначен ректором Николо-Перервинской духовной семинарии.
17 июня 2021 года решением Священного синода РПЦ назначен заместителем председателя Учебного комитета Русской Православной Церкви.

## Публикации
- Иверская часовня у Воскресенских ворот Китай — города и ее святыня в жизни дореволюционной Москвы // Труды Перервинской православной духовной семинарии. 2012. — № 4 (1). — С. 81—96.
- Обзор источников исследования истории общины верующих при Иверской часовне в 1917—1922 гг // Труды Перервинской православной духовной семинарии. 2012. — № 5 (2). — С. 123—138.
- Cлужение в Иверской часовне у Воскресенских ворот Китай-города во второй половине XIX — начале XX века // Труды Перервинской православной духовной семинарии. — 2014. — № 11. — С. 43—66.
- Вступительное слово // Труды Перервинской православной духовной семинарии. — 2020. — № 19. — С. 9-11.
- Вступительное слово // Труды Перервинской православной духовной семинарии. — 2021. — № 20. — С. 8-10.
- Вступительное слово ректора Перервинской духовной семинарии к 21‑му выпуску «Трудов ПДС», посвящённому материалам международной конференции имени митрополита Новгородского и СанктПетербургского Григория (Постникова) // Труды Перервинской православной духовной семинарии. — 2021. — № 20. — С. 8-10.
- Вступительное слово // Труды Перервинской православной духовной семинарии. — 2023. — № 25. — С. 13.
- Вступительное слово // Труды Перервинской православной духовной семинарии. — 2024. — № 26. — С. 13.
- Вступительное слово // Труды Перервинской православной духовной семинарии. — 2024. — № 27. — С. 15.